# Tatiana Lemachko
Tatiana Lemachko   (Moscou, 16 de març de 1948 - Zúric, 17 de maig de 2020) fou una jugadora d'escacs búlgara i suïssa, d'origen rus, que tenia el títol de Gran Mestre Femení (WGM) des de 1977. Va ser cinc cops campiona de femenina de Bulgària, i deu cops campiona femenina de Suïssa.
A la llista d'Elo de la FIDE de gener de 2012, hi tenia un Elo de 2185 punts, cosa que en feia el jugador número 219 del rànquing de Suïssa.

## Biografia
Va aprendre a jugar als escacs a la Unió Soviètica, i després va jugar des de 1974 fins a 1982 a Bulgària i posteriorment va anar a viure a Suïssa.

## Resultats destacats en competició
Lematschko va guanyar cinc cops el Campionat femení de Bulgària (els anys 1974, 1975, 1978, 1979 i 1981). A causa del seu èxit internacional, va rebre el 1977 el títol de Gran Mestre Femení (WGM). També va ser deu cops Campiona femenina de Suïssa, els anys 1984, 1986, 1995, 1997, 2003, 2004, 2006, 2008, 2009 i 2010.

### Torneigs de candidats
Va participar diversos cops al Torneig de Candidats pel Campionat del món d'escacs femení. El 1976 va acabar en 3r/4t lloc al Torneig Interzonal de Rozendaal (Països Baixos), i després va perdre el matx de candidats contra Elena Donaldson-Akhmilovskaya, a Sofia, per 5½ a 6½. El 1979 va guanyar l'interzonal d'Alacant, (ex aequo amb Elena Donaldson-Akhmilovskaya, però després el 1980 va perdre als quarts de final contra Marta Litinskaia, a Odessa, per 2½ a 5½. El 1982 va assolir el tercer lloc a l'interzonal de Bad Kissingen, i més tard va ser derrotada el 1983 en el matx de candidats contra Nana Aleksàndria, a Alacant, per 4½ a 5½.

### Participació en Olimpíades d'escacs
Lematschko va participar quatre vegades a les Olimpíades d'escacs representant Bulgària (1974 a Medellín, 1978 a Buenos Aires, 1980 a La Valletta, i 1982 a Lucerna) i deu vegades representant Suïssa. A l'Olimpíada de Medellín (Colòmbia) va guanyar-hi una medalla de bronze.
En representació de Suïssa, va participar continuadament en totes les olimpíades celebrades des de 1984 (a Salònica) fins al 1998 (a Elistà), i posteriorment, a la de 2004 (a Calvià) i la de 2008 (a Dresden).

### D'altres torneigs
D'entre els nombrosos torneigs internacionals que va guanyar, en destaquen el de Plòvdiv 1974, Pernik 1978, Băile Herculane 1980, i Plòvdiv 1981 i 1982. El 2007 va participar, representant Suïssa, al Campionat d'Europa d'escacs per equips celebrat a Creta.